# Stürzelheim
Stürzelheim (auch Sterzelnheim, Stirtzelenheim oder Störzelheim) ist eine Wüstung im Stadtgebiet von Rosbach vor der Höhe im Wetteraukreis in Hessen.

## Geografische Lage
Der Ort befand sich zwischen den heutigen Ortschaften Rodheim, Köppern und Burgholzhausen, 9,5 km südwestlich von Friedberg. Das leicht ansteigende Gelände oberhalb des Erlenbachs liegt an der Weinstraße, einem alten Handelsweg, der die Siedlung in Nord-Süd-Richtung passierte. In Rodheim erinnert heute die Stürzelheimer Straße an die Wüstung.

## Geschichte
Die älteste Erwähnung Stürzelheims stammt aus dem Jahr 1324. Weitere urkundliche Nennungen erfolgten 1356 und 1390. Zumeist handelt es sich um Erwähnungen eines hier ansässigen Rittergeschlechtes, das sich wie viele Niederadlige der Region nach dem Stammsitz benannte. Nach deren Aussterben vergab Graf Reinhard II. von Hanau das Lehen im Jahr 1446 an Henne von Bellersheim.
Der Ort ist schon im ausgehenden Mittelalter wüst gefallen, wie eine Urkunde aus dem Jahr 1560 belegt. Darin bitten die Einwohner von Rodheim den Hanauer Grafen, die wüsten Flächen in der Stürzelheimer Gemarkung umpflügen zu dürfen. Im Dreißigjährigen Krieg gefertigte Listen zur Verteilung von Kriegskosten nennen nur noch den Stürzelheimer Hof und die zugehörige Dickmühle als Besitz der Herren von Bellersheim. Graf Philipp Reinhard von Hanau belehnte Adolph von Haxthausen 1696 mit einer Hälfte dieses Hofs.

## Ortsadel „von Stürzelheim“
Ein Niederadligengeschlecht ist für Stürzelheim erstmals 1324 mit Cune von Stürzelheim belegt. Cuno von Stürzelheim ist 1430 als letzter Vertreter urkundlich fassbar. Die Herren von Stürzelheim sind in der Burggrafschaft Friedberg als Burgmannen nachweisbar. Der Besitz im Ort, darunter wahrscheinlich ein Stammsitz, dessen Wassergräben erwähnt sind, fiel anschließend an die Herren von Bellersheim.